# Pause (Tastatur)

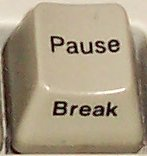
Break/Pause-Taste

Die Taste Pause befindet sich auf einer PC-Computertastatur meist rechts neben den Tasten Druck (englisch: Print Screen) und Rollen (englisch: Scroll Lock) und dient für sich alleine zum Anhalten, in Kombination mit Strg (englisch: Ctrl) dagegen zum Abbrechen von Computerprogrammen.
Die Funktion der Tastenkombination Strg+Pause wird durch die meist auf der Taste zu findende zweite Beschriftung Untbr (englisch / schweizerisch: Break) bezeichnet. Einige wenige Computer haben dafür eine eigene Untbr-Taste auf ihrer Tastatur.
Bei anderen Computern, vor allem Notebooks mit verkleinerter Tastatur, werden beide Funktionen durch verschiedene Tastenkombinationen, oft mit der Fn-Taste, implementiert, die je nach Rechner variieren können; gewöhnlich sind die Funktionen auf den entsprechenden Tasten aufgedruckt.
Auf IBM-kompatiblen Tastaturen mit PS/2 oder DIN-Schnittstelle ist die Pause-Taste die einzige Taste, die beim Loslassen überhaupt keinen Scancode generiert. Daher kann keine Software auf dem Rechner erkennen, ob die Pause-Taste gedrückt gehalten wird oder nicht. Beim Drücken sendet die Taste eine längere Scancode-Folge, die im Wesentlichen dem Drücken und Loslassen der Tastenkombination Strg+Num, ergänzt um zusätzliche 0xE1-Scancodes, entspricht; dies ist so, weil bei den ältesten PC-Tastaturen, die noch keine eigene Pause-Taste hatten, die Pause-Funktion tatsächlich durch Eingabe von Strg+Num erreicht werden konnte. Die Kombination Strg+Pause (= Untbr), sendet Scancodes, die der Kombination Strg+Rollen ähnlich sind, denn so wurde auf den ältesten Tastaturen die Abbrechen-Funktion erreicht.

## Bedeutung
Die Pause- oder Untbr/Break-Taste ist ein Relikt auf der Computertastatur. In den meisten heute verwendeten PC-Anwendungen kommt der Pause-Taste keine oder nur noch geringe Bedeutung zu, in bestimmten Situationen wird sie aber auch heute noch benötigt.
So kann mit der Pause-Taste der Start des BIOS unterbrochen und mit einer beliebigen Taste wieder fortgesetzt werden. Zudem können DOS-Batch-Dateien durch Eingabe von Strg+Pause beendet werden. Auch in Programmiersprachen wie z. B. BASIC oder Pascal hat diese Tastenkombination (bzw. die eigenständige Untbr-Taste) eine wichtige Bedeutung, da mit ihr getestete Programme zum Beispiel bei Endlosschleifen oder sonstigen Problemen vorzeitig abgebrochen werden können. Außerdem findet sie in vielen Spielen Verwendung, um das Spiel zu unterbrechen oder anzuhalten.
Befindet man sich in einer Kommandozeilenumgebung, wird oft auch die Tastenkombination Strg+C als Signal zum Abbrechen erkannt. Unter MS-DOS unterscheidet sich Strg+Pause dadurch von Strg+C, dass Letzteres nur von DOS oder der zu unterbrechenden Anwendung selbst überwacht wird, während Strg+Pause direkt vom Tastaturtreiber überwacht wird und daher oft noch funktioniert, wenn Strg+C durch einen Anwendungsfehler bereits außer Funktion gesetzt wurde. Bei neueren Betriebssystemen gibt es diesen Unterschied nicht mehr.
Unter Windows ermöglicht die Taste Pause, die Eigenschaften des Arbeitsplatzes (Systemeigenschaften) aufzurufen, wenn sie gleichzeitig mit der   Windowstaste gedrückt wird.
In einer RDP-Sitzung kann durch die Tastenkombination Strg+Alt+Pause vom Remoterechner auf den lokalen Rechner gewechselt werden, indem vom Vollbildmodus auf den Fenstermodus gewechselt wird.